# Барбон Фајел
Барбон Фајел (фр. Barbonne-Fayel) насеље је и општина у североисточној Француској у региону Шампања-Ардени, у департману Марна која припада префектури Еперне.
По подацима из 2011. године у општини је живело 489 становника, а густина насељености је износила 20,08 становника/km². Општина се простире на површини од 24,35 km². Налази се на средњој надморској висини од 115 метара.

## Демографија
| 1962. | 1968. | 1975. | 1982. | 1990. | 1999. | 2011. |
| ----- | ----- | ----- | ----- | ----- | ----- | ----- |
| 606   | 627   | 535   | 502   | 532   | 493   | 489   |

График промене броја становника у току последњих година